# Knoxville Challenger 2007
Il Knoxville Challenger 2007 è stato un torneo di tennis facente parte della categoria ATP Challenger Series nell'ambito dell'ATP Challenger Series 2007. Il torneo si è giocato a Knoxville negli Stati Uniti dal 19 al 25 novembre 2007 su campi in cemento indoor.

## Vincitori

### Singolare
Robert Kendrick ha battuto in finale  Kevin Kim con il punteggio di 3–6, 6–2, 6–4.

### Doppio
Harel Levy /  Sam Warburg hanno battuto in finale  Jamie Baker /  Brendan Evans con il punteggio di 3–6, 6–2, [10–6].